# Impatiens pallida
Es una planta de la familia de las balsamináceas, nativa de los Estados Unidos, donde se le conoce con los nombres de  no me toques, Pale Jewelweed y Yellow Jewelweed. Crece en suelos húmedos a secos, generalmente en estrecha relación con Impatiens capensis .

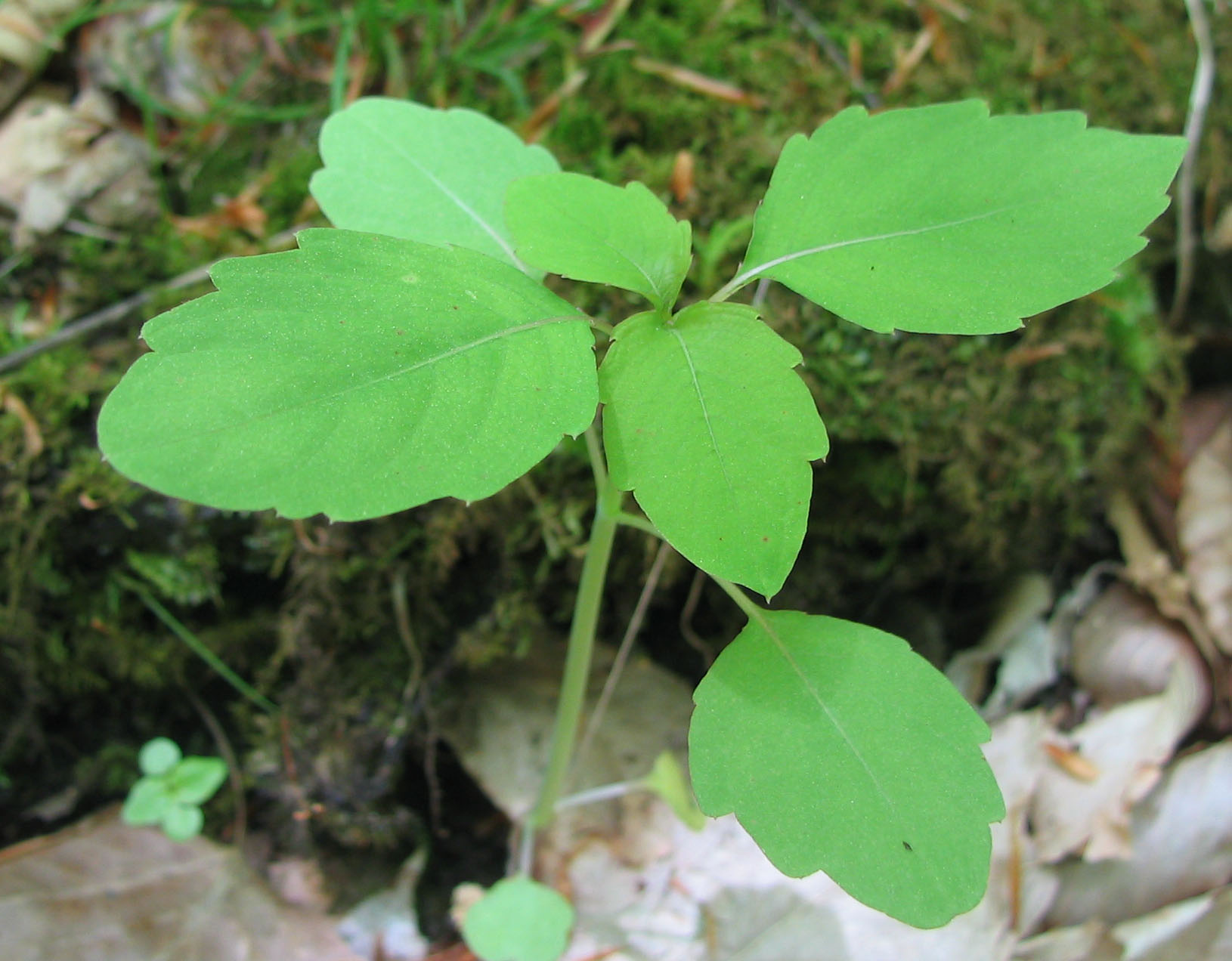
Detalle de la hoja

## Descripción
Floración. A diferencia de otras especies de esta familia, la I. pallida florece desde mediados del verano hasta el otoño. 
Usos. Junto con otras especies de " no me toques", se emplea como un remedio tradicional para las erupciones de la piel, aunque los estudios controlados no han demostrado su eficacia para este fin.
Etología de la planta. Según una investigación de Guillermo Murphy y Susan Dudley en la revista American Journal of Botany (noviembre de 2009) (enlace roto disponible en Internet Archive; véase el historial, la primera versión y la última).,  Impatiens pallida reacciona distinto ante cambios en el medio ambiente dependiendo de quienes la rodean. Si son otras Impatiens pallida, prefieren alterar su morfología para adecuarse a las nuevas condiciones (menos luz) antes que extender su dominio con nuevas hojas y raíces que afectarían la posibilidad de sobrevivir de sus primas. En cambio, si son otras especies de plantas las que crecen a su alrededor, la Impatiens pallida sencillamente se comporta como un egoísta vecino: compite  por el espacio proyectando sus ramas y raíces para captar más luz solar."

## Taxonomía
Impatiens pallida fue descrita por  Carlos Linneo y publicado en The Genera of North American Plants 1: 146. 1818.
Etimología
Impatiens: el nombre científico de estas plantas se deriva de impatiens (impaciente), debido a que al tocar las vainas de semillas maduras estas explotan, esparciéndolas  a varios metros. Este mecanismo es conocido como balocoria, o también como "liberación explosiva".
pallida: epíteto latino que significa "pálida".